# Пресечена хумка Остојићево
Безимена хумка приказана на неким старим мапама код Остојићева у Банату, пресечена је и делом уништена 1857. градњом пруге Сегедин–Кикинда.
Занимљиво је да упркос пресецању шинама, хумка се и даље види, међутим остатак њеног материјала се развлачи на широкој површини, као део њиве која се интензивно преорава, а други, нешто заштићенији део је под воћњаком.